# Pierre Weiss (physicien)
Pour les articles homonymes, voir Pierre Weiss et Weiss.
Pierre Ernest Weiss, né le 25 mars 1865 à Mulhouse (Haut-Rhin) et mort le 24 octobre 1940 à Lyon, est un physicien français spécialiste du magnétisme, c'est-à-dire des mécanismes qui provoquent l'aimantation des matériaux. Il a cherché en particulier à savoir pourquoi et comment une substance comme le fer peut s'aimanter de façon forte et permanente alors que la plupart des autres matériaux restent inertes ou s'aimantent faiblement et transitoirement quand ils sont mis en présence d'un champ magnétique.
Pierre Weiss a fait d'importantes découvertes théoriques qui l'ont conduit à inventer des électroaimants très puissants. Il a enseigné à Rennes, à Lyon, à l'École polytechnique fédérale de Zurich dont il avait été élève, et enfin à Strasbourg. Dans ces Universités, il a fondé des laboratoires renommés par leurs recherches et par les chercheurs qui s'y sont formés.

## Biographie
Pierre Weiss est né à Mulhouse le 25 mars 1865, fils aîné d'Emile Weiss, directeur de filature, et d'Ida Schlumberger. Il a 5 ans lorsque l'Alsace devient allemande. Il fait ses études secondaires à Mulhouse. Il part ensuite faire des études supérieures à l'École polytechnique fédérale de Zurich, où il obtient, en 1887, le diplôme d'ingénieur en mécanique, et la première place du classement de sa promotion. À sa majorité, il choisit la nationalité française. En 1887, il prépare au lycée Saint Louis à Paris le concours d'entrée à l' École normale supérieure où il est admis en 1888. Parallèlement à ses études à l'ENS, il prépare les licences ès-sciences physiques et ès-sciences mathématiques à la Faculté des sciences de Paris. Il obtient l'agrégation en Sciences Physiques en 1893. Il demeure à l'ENS comme agrégé-préparateur et prépare sa thèse de doctorat. Pendant cette période parisienne, il se lie d'amitié avec certains de ses camarades qui deviendront de célèbres mathématiciens, Elie Cartan, Henri Lebesgue et Emile Borel, et de célèbres physiciens, Aimé Cotton, Jean Perrin et Paul Langevin.
En 1895, il est nommé Maître de Conférences à la Faculté des sciences de l'Université de Rennes. En 1896, il soutient sa thèse de doctorat ès-sciences physiques sur « Recherches sur l'aimantation de la magnétite cristallisée et de quelques alliages de fer et d’antimoine » devant la Faculté des sciences de l'Université de Paris. Le jury est présidé par Charles Friedel et comprend Edmond Bouty et Henri Pellat.
En octobre 1896, Pierre Weiss se marie à Paris avec Jane Rancès. Leur fille, Nicole (1915-2008), épousera le mathématicien français Henri Cartan.
À cette époque éclate l'Affaire Dreyfus. Selon le témoignage de ses descendants recueilli par Nicolas Ballet, Pierre Weiss se joint aux intellectuels qui défendent Alfred Dreyfus, alsacien né à Mulhouse et polytechnicien comme lui. Cette prise de position lui vaut une hostilité difficilement soutenable de la part de ses collègues et de ses étudiants à l'Université de Rennes. Il accepte donc « avec soulagement » le poste de Maître de Conférence que lui propose l'Université de Lyon en 1899.

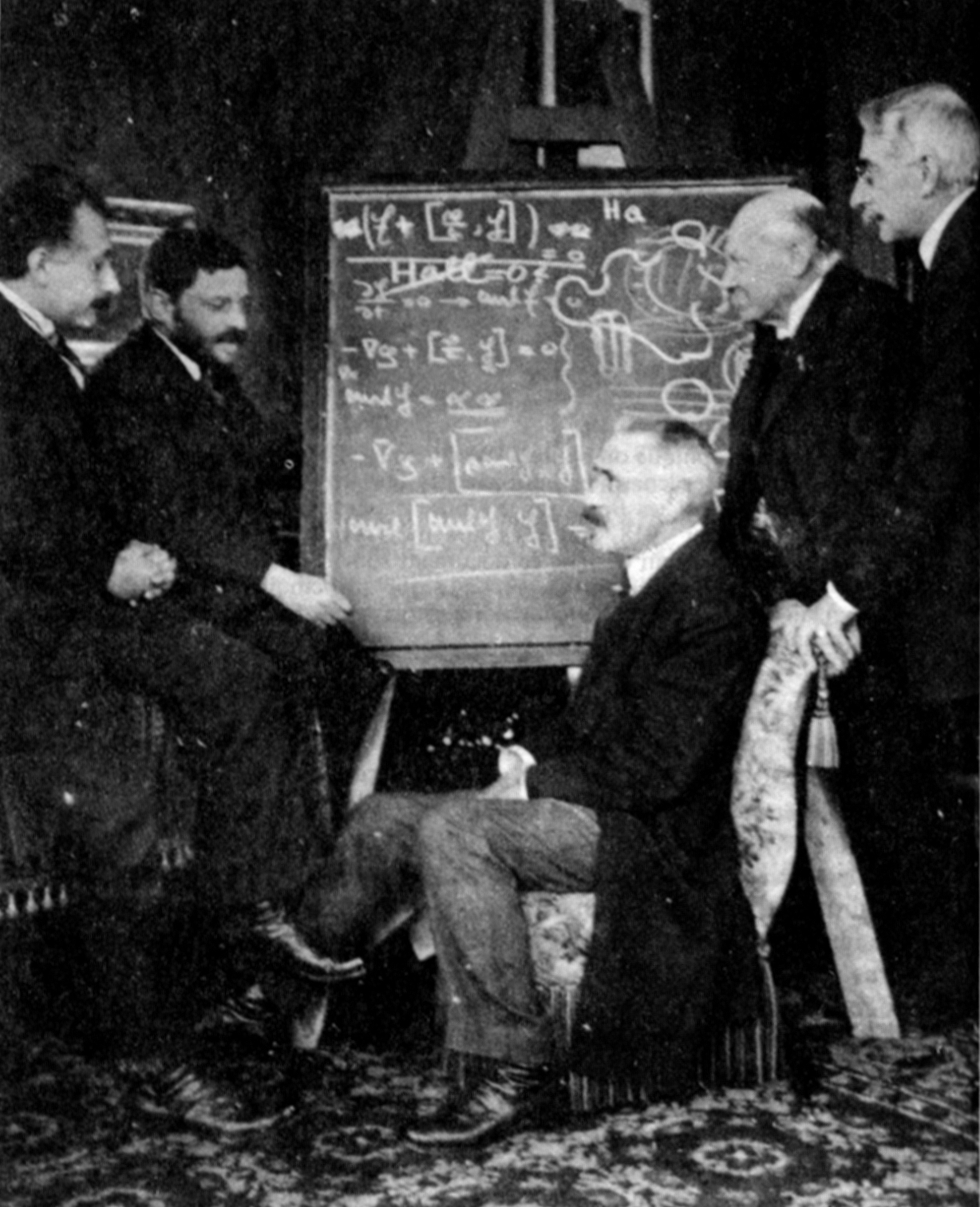
Albert Einstein, Paul Ehrenfest, Paul Langevin, Heike Kamerlingh Onnes et Pierre Weiss chez Kamerlingh Onnes à Leyde.

Alors qu'à Lyon Pierre Weiss n'a aucune perspective de devenir professeur, l' École polytechnique fédérale de Zurich lui propose, en 1902, un poste de professeur de physique et de directeur de son Institut de Physique, proposition qu'il accepte. En 1907, il publie le travail qui le rendra célèbre sur la nature du ferromagnétisme et son concept du champ moléculaire. C'est à cette époque qu'il rencontre Albert Einstein et Peter Debye, professeurs à l'Université de Zurich. Durant la première guerre mondiale, il revient en France. Il est affecté Bureau des Inventions pendant deux ans. Il travaille avec Aimé Cotton au développement d'un système de repérage des positions d'artillerie par le son, la méthode Cotton-Weiss.
En 1919, la Kaiser-Wilhelms-Universität de Strasbourg cesse ses activités. Sous le IIe Reich, l'Université a bénéficié d'importants moyens mais, après la guerre, la situation n'est pas brillante. Weiss fait partie de la commission chargée d'évaluer les travaux nécessaires pour réintégrer l'Université de Strasbourg à l'Université française. Le Président de la République, Raymond Poincaré, déclare qu' « il faut que l'Université de Strasbourg soit, après la victoire de la France, plus prospère et plus florissante qu'elle ne l'était sous la domination allemande ». C'est ainsi que, en plus des facultés traditionnelles, des Instituts spécialisés sont créés pour favoriser la recherche. C'est dans ce contexte que Pierre Weiss devient professeur de Physique à l'Université de Strasbourg et directeur de l'Institut de Physique. Il recrée à Strasbourg un Institut consacré à la recherche sur le magnétisme, semblable à celui qu'il avait créé à Zurich. Il obtient des postes pour rassembler autour de lui la plupart de ses collaborateurs de Zurich, Gabriel Foëx, Robert Forrer et Edmond Bauer. Devenu veuf en 1919, Pierre Weiss se remarie en 1922 avec la physicienne Marthe Klein (1885-1953). En 1926, Pierre Weiss est élu à l'académie des sciences de Paris. A cette occasion, il publie ses Titres et Travaux.
D'après Francis Perrin, fils de son ami Jean Perrin, « Pierre Weiss était mince et plutôt grand. C'était un homme distingué, extrêmement courtois, qui portait un pince-nez et un col cassé qui lui donnaient un air élégant. Ses cheveux et sa grosse moustache ont blanchi alors qu'il était encore jeune. »
Louis Néel, jeune agrégé sortant de l'Ecole Normale Supérieure, arrive dans son laboratoire pour préparer sa thèse en 1928. Il devient son assistant en 1932 et lui succède à la chaire de Physique de l'Université de Strasbourg en 1937. Louis Néel témoigne de cette période:
« Pierre Weiss était très lié à Jean Perrin et c'est la Caisse nationale des sciences dont ils s'occupaient qui m'a fait avoir une bourse en 1931 ou en 1932. Il était aussi très 'Front populaire' et il avait défilé à Paris le poing levé. Or, c'était très mal vu à Strasbourg où la population était plutôt très conservatrice. Je me souviens que lorsque j'ai du évacuer les appareils de la faculté des Sciences [en 1939], des appareils qui pèsent deux ou trois tonnes, j'avais pris contact avec les ateliers de la Société alsacienne de construction mécanique à Graffenstaden. Je voulais leur demander du personnel de manutention, mais je me suis fait gentiment éconduire : "Le laboratoire de Pierre Weiss? Le Front populaire? Pas question!" et ils m'ont envoyé balader. »
En 1939, il ne suit pas le déménagement de l'Université de Strasbourg à Clermont-Ferrand mais suit son ami Jean Perrin à Lyon où il meurt en 1940.

## Travaux

### Recherches fondamentales
Pierre Weiss s'intéresse aux propriétés magnétiques de la matière en présence d'un champ magnétique extérieur. Ses recherches s'inscrivent dans une longue série de travaux initiée par Michael Faraday en 1845 et poursuivie par André-Marie Ampère, James Clerk Maxwell, James Ewing, Pierre Curie et Paul Langevin. Ces travaux se développent dans le cadre de la physique classique complétée par la thermodynamique statistique de Ludwig Boltzmann. Pierre Weiss prend le relais des travaux de Curie et Langevin. Il jette les fondements de la théorie du ferromagnétisme qui sera, par la suite, réinterprétée par Werner Heisenberg et Niels Bohr en 1929 dans le cadre de la mécanique quantique. Et c'est Louis Néel, un élève de Pierre Weiss, qui poursuit ces recherches pour lesquelles il obtient le Prix Nobel de Physique en 1970.

#### Michael Faraday
Il est connu depuis l'antiquité que certains minéraux comme la magnétite attire les objets en fer et leur confère même une aimantation permanente. Ces matériaux sont appelés ferromagnétiques. Faraday remarque que, lorsqu'il place une barre de Fer entre les pôles d'un aimant, la barre s'aligne selon les lignes du champ magnétique alors que, quand il place une barre de verre, la barre prend une position perpendiculaire aux lignes de champ. Il considère que, sous l'influence d'un champ magnétique extérieur, les matériaux acquièrent une aimantation. Si cette aimantation est dans le même sens que le champ, il  nomme le matériau paramagnétique. Si l'aimantation induite est dans le sens contraire au champ appliqué, il nomme le matériau diamagnétique.

#### Pierre Curie
Dans son travail de thèse publié en 1895, Pierre Curie montre que l'aimantation induite est proportionnelle au champ magnétique extérieur :
{\displaystyle {\vec {M}}} étant l'aimantation, {\displaystyle \chi _{\rm {m}}} la susceptibilité magnétique et {\displaystyle {\vec {H}}} le champ magnétique extérieur. Le facteur {\displaystyle \chi _{\rm {m}}} est positif dans les matériaux paramagnétiques ({\displaystyle {\vec {M}}} est dans le sens de {\displaystyle {\vec {H}}}) et négatif dans les matériaux diamagnétiques ({\displaystyle {\vec {M}}} est dans le sens contraire de {\displaystyle {\vec {H}}}).

Curie trouve aussi que l'aimantation des matériaux diamagnétiques est indépendante de la température tandis que l'aimantation des paramagnétiques diminue quand la température augmente: 
{\displaystyle C} étant le coefficient de Curie et {\displaystyle T} la température en kelvin. Il découvre aussi que, au-delà d'une certaine température propre à chaque matériau, {\displaystyle T_{\rm {C}}} (température de Curie), il n'y a plus d'aimantation possible dans le sens du champ. Les paramagnétiques deviennent diamagnétiques.
Pierre Curie distingue, parmi les paramagnétiques, des matériaux ferreux qui s'aimantent beaucoup plus que d'autres. Il appelle ces matériaux "ferromagnétiques". Il ne trouve pas d'explication qui rende compte de leur susceptibilité magnétique mille fois plus élevée que celle des paramagnétiques ordinaires. C'est Pierre Weiss qui y consacrera ses recherches et découvrira l'origine du comportement magnétique de ces matériaux.

#### Premières recherches de Pierre Weiss
Les premiers travaux de Pierre Weiss sont contemporains de ceux de Pierre Curie. Bien que plus âgé, Pierre Curie n'a soutenu sa thèse de physique qu'en 1895, à 37 ans, et Pierre Weiss a soutenu la sienne en 1896, 31 ans. Pour sa thèse, Pierre Weiss étudie les propriétés de la magnétite (Fe3O4). Il remarque que l'aimantation d'un cristal isolé dépend de son orientation par rapport au champ magnétique: le cristal de magnétite, bien que de maille cubique, n'est pas isotrope vis-à-vis du champ magnétique,.
Weiss découvre par la suite que la pyrrhotite, un sulfure de fer qui cristallise dans le système monoclinique prismatique, ne s'aimante que dans le plan perpendiculaire à l'axe principal du cristal. Il découvre ensuite que, dans ce plan, il y a une direction d'aimantation aisée, selon laquelle la saturation (l'aimantation maximale) est obtenue avec un champ magnétique extérieur relativement faible, et une direction d'aimantation difficile selon laquelle l'aimantation est possible mais la saturation nécessite un champ extérieur 1000 fois plus intense.

#### Paul Langevin
Paul Langevin avait sept ans de moins que Pierre Weiss dont il avait été l'élève à l'ENS. En 1905, il expose une théorie sur l'origine de l'aimantation des para- et des diamagnétiques. Il reprend l'idée émise par Ampère et Weber: l'aimantation résulte de l'existence de micro-circuits électriques qui créent des aimants microscopiques au sein des matériaux. Il propose que les micro-circuits sont constitués d'électrons tournant sur des orbites fermées au sein des "molécules" de matière. La théorie atomique du noyau entouré d'électrons n'a été formulée qu'en 1913 par Niels Bohr. Lorsque ces micro-aimants sont orientés au hasard, macroscopiquement, le matériau n'est pas aimanté. Lorsqu'ils sont mis dans un champ magnétique extérieur, les micro-aimants s'orientent soit selon la direction et le sens du champ magnétique (paramagnétiques), soit dans la direction mais en sens contraire du champ (diamagnétiques). Lorsque le champ extérieur cesse, les atomes reprennent leur orientation aléatoire, le matériau ne garde aucune aimantation. Dans sa théorie, Langevin présuppose explicitement que les micro-aimants élémentaires s'orientent selon le champ magnétique extérieur mais n'exercent pas d'influence les uns sur les autres.
Pour interpréter la loi de Curie, Langevin considère que l'ensemble des éléments magnétiques du milieu paramagnétique se comporte selon la thermodynamique statistique de Ludwig Boltzmann. Lorsque la température croît, l'agitation thermique croît. L'énergie thermique s'oppose à l'alignement des micro-aimants. A la température de Curie, l'énergie thermique dépasse l'énergie magnétique d'alignement des micro-aimants. Il n'y a plus d'aimantation.

#### Domaines de Weiss

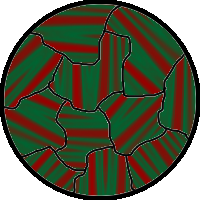
Photomicrographie de la surface d'un matériau ferromagnétique montrant les grains du cristal, chacun divisé en plusieurs domaines parallèles à l'axe "facile" d'aimantation

En 1906, Pierre Weiss reprend les concepts de Paul Langevin et les applique aux matériaux ferromagnétiques. A la différence de Langevin, il prend en compte l'influence de l'aimantation des micro-aimants les uns sur les autres. Il suppose que ces matériaux sont formés de petits domaines, les domaines de Weiss, où de nombreux micro-aimants sont orientés dans le même sens. Les différents domaines juxtaposés présentent des aimantations dont l'orientation est, soit aléatoire, soit plus ou moins dirigée dans une direction privilégiée en l'absence de champ extérieur, ce qui explique que ces matériaux peuvent apparaître comme des aimants permanents. Lorsqu'un objet ferromagnétique, comme la magnétite par exemple, est placée dans un champ magnétique fort, il garde une aimantation importante lorsqu'il est écarté du champ extérieur. Pierre Weiss explique ce comportement par le fait que chaque domaine est entouré d'autres domaines dont le champ magnétique concourt à maintenir l'orientation de son aimantation: il y a un effet stabilisateur du champ environnant, qu'il nomme le champ moyen ou le champ moléculaire, ce que les physiciens anglo-saxons appelleront Mean Field Theory ou Weiss Mean Field Theory. Cette théorie permet de rendre compte des propriétés des matériaux ferromagnétiques. Elle sera reprise par Niels Bohr et Werner Heisenberg qui lui donneront une formulation quantique.

#### Magnéton de Weiss
Pierre Weiss a 32 ans en 1897 lorsque J.J. Thomson annonce la découverte de l'électron, la particule porteuse de la charge électrique négative élémentaire. Il est donc logique qu'après avoir énoncé sa théorie du ferromagnétisme, basée sur l'existence de micro-aimants élémentaires organisés en domaines, Pierre Weiss cherche à calculer la valeur de l'aimantation (le moment magnétique) d'un micro-aimant élémentaire, qu'il nomme magnéton. Il essaie de déduire cette valeur de la mesure de l'aimantation à saturation de divers métaux et sels ferromagnétiques. Weiss publie plusieurs valeurs. Cette démarche suscite l'intérêt et le scepticisme des physiciens adeptes de la théorie quantique. Intérêt car l'objectif de définir un magnéton est fondamental. Scepticisme car la théorie du magnéton ne peut être établie que dans le cadre de la mécanique quantique. C'est ainsi que le magnéton de Weiss cède la place au magnéton de Bohr, défini a priori de façon simple par Wolfgang Pauli en 1920:
{\displaystyle q} est la charge élémentaire,
{\displaystyle \hbar } est la constante de Planck réduite,
{\displaystyle m_{\mathrm {e} }} est la masse de l'électron.

#### Loi de Weiss-Curie
Pierre Weiss remarque que la diminution de l'aimantation quand la température augmente ne suit la loi de Curie que dans certains cas particulier. Il découvre que, dans le cas général, la diminution de susceptibilité magnétique est proportionnelle, non pas à la température, mais à la différence entre la température et une température constante TC. C'est la loi de Curie-Weiss.
Pour les matériaux ferromagnétiques, l'aimantation forte disparait au-dessus de TC. Au-dessous de cette température, les matériaux conservent une aimantation permanente.

#### Phénomène magnétocalorique
Ayant revisité la loi de Curie, Pierre Weiss découvre le phénomène inverse : l'aimantation d'un matériau provoque un effet thermique qu'il appelle effet magnétocalorique.

### Recherche appliquée

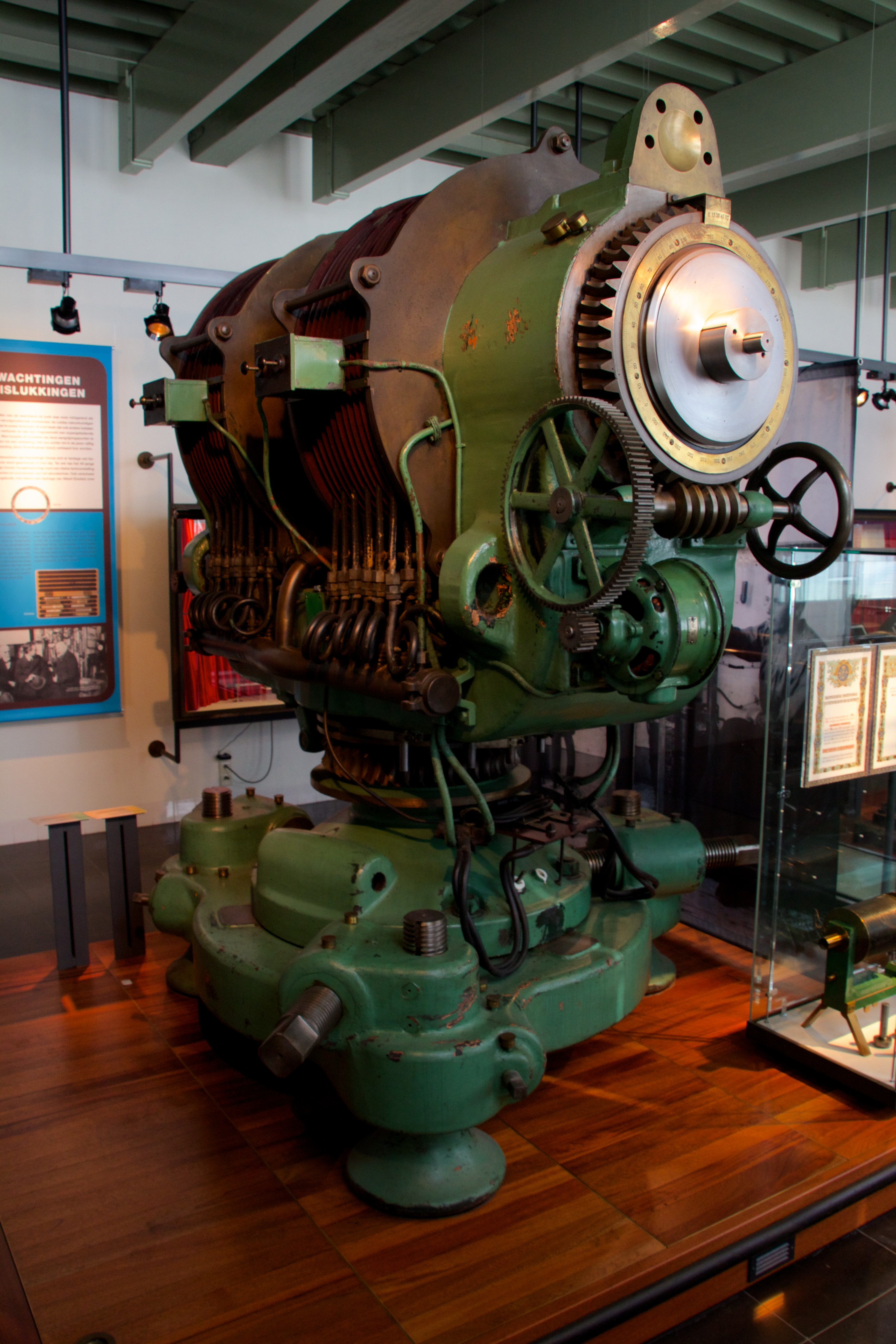
Électroaimant de WeissConstruction Siemens & Halske, Berlin, 1924-1932Musée Boerhaave, Leyde

Pierre Weiss est ingénieur. Il conçoit, réalise ou fait construire, pendant toute sa carrière, des appareils de mesures ou d'expériences pour équiper ses laboratoires. En particulier, il recherche les alliages métalliques les plus aptes pour faire des aimants permanents ou les noyaux et les pôles de ses électroaimants. Les électroaimants Weiss ont eu une grande renommée et un grand succès en Europe,.
Dès ses premières recherches à l'ENS, Pierre Weiss explore l'aimantation de différents matériaux, éléments et alliages métalliques. Sa thèse expose les résultats sur l'aimantation de "quelques alliages de fer et d'antimoine". A l'Université de Rennes, il fait construire des électroaimants par la société Jules Carpentier. Ces électroaimants ont un grand succès commercial national et international.
Pierre Weiss construit à Zurich les électroaimants les plus puissants du monde. Pour dissiper la chaleur produite par le courant électrique qui les alimente, il utilise, comme bobinage, des tubes de cuivre dans lesquels il fait circuler de l'eau. Il participe, avec Aimé Cotton, au projet de construction du grand électroaimant de Bellevue,.
A Strasbourg, il s'intéresse aux alliages métalliques qu'il produit avec une grande précision dans deux salles munies de fours. Il dispose de toutes les techniques nécessaires pour en mesurer la composition. Il peut en déterminer la structure avec un appareil à rayons X. Il a aussi toutes les installations pour étudier la variation des propriétés magnétiques des matériaux depuis la température de l'hydrogène liquide jusqu'à 1000 °C.

## Chercheur et directeur de laboratoire

### Ses collaborateurs
Pierre Weiss est nommé professeur de Physique à l'EPFZ en 1902. Il crée et développe pendant 15 ans un laboratoire consacré à l'étude du magnétisme. Il équipe son laboratoire de tous les appareils nécessaires, certains fabriqués selon ses plans, électroaimants, accumulateurs, instruments de mesure... Il réunit peu à peu une équipe importante formée de professeurs et d'étudiants suisses, français, ou autres européens. Comme le rapporte son collaborateur Gabriel Foëx:
Il les entraînait « par sa pensée si personnelle, par la vie qu'il donnait au laboratoire. Il savait rendre attrayant le travail de chacun, montrer l'intérêt des résultats obtenus, poser de nouveaux problèmes, redresser les erreurs, sans jamais imposer son avis. Il laissait à chacun son originalité et lui donnait l'impression d'édifier une œuvre personnelle. Avec tact, avec une large compréhension, il assurait les situations matérielles et préparait l'avenir de ceux qui le méritaient. »

### Sa renommée internationale
Louis Néel raconte:
« En 1932, j'ai commencé comme assistant de Pierre Weiss à Strasbourg [...] Pierre Weiss était déjà très connu à l'étranger, ce qui était exceptionnel à cette époque où les universités françaises n'avaient quasiment pas de relations avec leurs homologues étrangères. C'était un spécialiste du ferromagnétisme qui avait une connaissance approfondie du milieu des physiciens allemands, A. Einstein, W. Pauli, etc. et il avait été professeur au Polytechnikum et directeur de laboratoire à Zurich. Je l'ai souvent accompagné à l'étranger. On allait faire des conférences en Suisse et ailleurs, en fait ce genre de pratique n'était pas courante à l'époque. Le premier congrès réellement international pour lequel on avait réuni les meilleurs magnéticiens d'Europe et même des Etats-Unis, s'est tenu à Strasbourg en 1939. »
Il a pour élèves Blas Cabrera et Auguste Picard. Des physiciens de renom comme Paul Ehrenfest et Robert William Wood viennent travailler dans son laboratoire. Pierre Weiss séjourne, en 1910, dans le laboratoire de Heike Kamerlingh Onnes à Leyde pour travailler sur le magnétisme à basse température.
Il participe aux réunions du Congrès Solvay, en 1913, 1921 et 1930. La réunion de 1930, consacrée au Magnétisme, fait une large place aux travaux de son laboratoire.

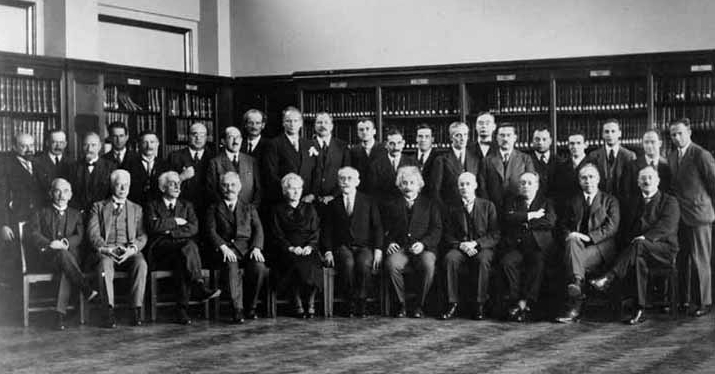
Congrès Solvay 1930 debout, de gauche à droite,
E. Herzen, É. Henriot, J. Verschaffelt, C. Manneback, A. Cotton, J. Errera, O. Stern, A. Piccard, W. Gerlach, C. Darwin, P.A.M. Dirac, E. Bauer, P. Kapitsa, L. Brillouin, H. A. Kramers, P. Debye, W. Pauli, J. Dorfman, J. H. Van Vleck, E. Fermi, W. Heisenberg
assis, de gauche à droite,
Th. De Donder, P. Zeeman, P. Weiss, A. Sommerfeld, M. Curie, P. Langevin, A. Einstein, O. Richardson, B. Cabrera, N. Bohr, W. J. De Haas.

Pierre Weiss organise à Strasbourg, du 21 au 25 mai 1939, la première Conférence Internationale sur le Magnétisme. Des physiciens du monde entier y participent. Ce fut l'apothéose de sa carrière et de son laboratoire strasbourgeois car, quelques mois plus tard, le laboratoire est déménagé à Clermont-Ferrand et Pierre Weiss se réfugie à Lyon où, atteint d'un cancer, il meurt l'année suivante.

## Distinctions
- Prix Kastner-Boursault de l'Académie des Sciences de Paris, 1907
- Membre étranger de la Société Hollandaise des Sciences de Harlem, 1920
- Docteur honoris causa de l'Université de Leeds, 1920
- Docteur honoris causa de l'Université de Genève, 1923
- Prix Pierson-Perrin de l'Académie des Sciences de Paris, 1923
- Chevalier de la Légion d'honneur, 1923
- Membre de la Société Royale des Sciences de Bohème, 1925
- Election à l'Académie des sciences de Paris le 21 juin 1926.
- Commandeur de la Légion d'honneur en 1935[20].

### Publications de Pierre Weiss
La liste ci-dessous a été sélectionnée par Francis Perrin
- Pierre Weiss, Recherches sur l'aimantation de la magnétite cristallisée et de quelques alliages de fer et d'antimoine (Thèse de doctorat), Paris, G. Carré, 1896, 67 p.
- Pierre Weiss, « Un nouvel électro-aimant de laboratoire donnant un champ de 30.000 unités », L'Éclairage électrique, Vol.15,‎ 1896, p. 481-487
- Pierre Weiss, « Sur l'aimantation plane de la pyrrhotine », Journal de physique, 3ème série Vol.8,‎ 1896, p. 542-544
- Pierre Weiss, « Un nouveau système d'ampèremètres et de voltmètres indépendants de leur aimant permanent », C.R.Acad.Sc. Vol.132,‎ 1901, p. 957
- Pierre Weiss, « Un nouveau fréquence-mètre », Archives des sciences physiques et naturelles  Vol.18,‎ 1904, p. 241
- Pierre Weiss et J. Kunz, « Les propriétés magnétiques de la pyrrhotine. Les variations thermiques de l'aimantation de la pyrrhotine », Journal de physique, 4ème série, Vol.4,‎ 1905, p. 469-508, 829-846, 847-873
- Pierre Weiss, « La variation du ferromagnétisme avec la température », C.R.Acad.Sc. Vol.143,‎ 1906, p. 1136-1139
- Pierre Weiss, « Sur la théorie des propriétés magnétiques du fer au-delà du point de transformation », C.R.Acad.Sc. Vol.144,‎ 1907, p. 25-28
- Aimé Cotton, H. Mouton & Pierre Weiss, « Sur la biréfringence magnétique des liquides organiques », C.R.Acad.Sc. Vol.145,‎ 1907, p. 870-872
- Pierre Weiss, « L'intensité d'aimantation à saturation du fer et du nickel », C.R.Acad.Sc. Vol.145,‎ 1907, p. 1155
- Pierre Weiss, « Électro-aimant de grande puissance », Journal de physique théorique et appliquée, 4ème série Vol.6,‎ 1907, p. 353-368
- Pierre Weiss & Aimé Cotton, « Mesure du phénomène Zeeman pour les trois raies bleues du zinc », Journal de physique théorique et appliquée, 4ème série Vol.6,‎ 1907, p. 429-445
- Pierre Weiss, « L'Hypothèse du champ moléculaire et la propriété ferromagnétique », Journal de physique théorique et appliquée, 4ème série Vol.6,‎ 1907, p. 661-690
- Aimé Cotton & Pierre Weiss, « Sur le rapport de la masse à la charge des électrons, Comparaison des valeurs déduites du phénomène Zeeman et de mesures récentes sur les rayons cathodiques », C.R.Acad.Sc. Vol.147,‎ 1908, p. 968-970
- Pierre Weiss & Viktor Planer, « Hystérèse dans les champs tournants », Journal de physique théorique et appliquée, 4ème série Vol.7,‎ 1908, p. 5-27
- Pierre Weiss & Paul-Nikolaus Beck, « Chaleur spécifique et champ moléculaire des substances ferromagnétiques », Journal de physique théorique et appliquée, 4ème série Vol.7,‎ 1908, p. 249-264
- Pierre Weiss, « Mesure de l'intensité d'aimantation à saturation en valeur absolue », Journal de physique, 4ème série Vol.9,‎ 1910, p. 373-397
- Pierre Weiss & Heide Kamerlingh Onnes, « Recherches sur l'aimantation aux très basses températures », Journal de physique, 4ème série Vol.9,‎ 1910, p. 555-584
- Pierre Weiss & Gabriel Foëx, « Etude de l'aimantation des corps ferromagnétiques au-dessus du point de Curie », Journal de physique, 5ème série Vol.1,‎ 1911, p. 274-287, 744-753, 805-814
- Pierre Weiss, « Sur la rationalité des rapports des moments magnétiques moléculaires et le magnéton », Journal de physique, 5ème série Vol.1,‎ 1911, p. 900-912, 965-988
- Pierre Weiss & O. Bloch, « Sur l'aimantation du nickel, du cobalt et des alliages de nickel et de cobalt », C.R.Acad.Sc. Vol.153,‎ 1911, p. 941-943
- Pierre Weiss & Auguste Picard, « Sur l'aimantation de l'eau et de l'oxygène », C.R.Acad.Sc. Vol.155,‎ 1912, p. 1234-1237
- Pierre Weiss, « Magnetic properties of alloys », Transactions of the Faraday Society Vol.8,‎ 1912, p. 149-156
- Pierre Weiss, « L'aimantation des cristaux et le champ moléculaire », C.R.Acad.Sc. Vol.156,‎ 1913, p. 1836-1837
- Pierre Weiss, « Sur les champs magnétiques obtenus avec un électroaimant muni de pièces polaires en ferro-cobalt », C.R.Acad.Sc. Vol.156,‎ 1913, p. 1970-1972
- Pierre Weiss & R. Fortrat, « Le spectrographe à prismes de l'Ecole polytechnique de Zurich », Archives de Sciences Naturelles Vol.35,‎ 1913, p. 5
- Pierre Weiss, « Sur la nature du champ moléculaire », Annales de physique, 9ème série Vol.1,‎ 1914, p. 134-162
- Pierre Weiss & Auguste Piccard, « Le phénomène magnétocalorique », Journal de Physique 5ème série Vol.7,‎ 1917, p. 103-109
- Pierre Weiss, « Ferromagnétisme et équation caractéristique des fluides », Journal de Physique 5ème série Vol.7,‎ 1917, p. 129-144
- Pierre Weiss & Auguste Piccard, « Sur un nouveau phénomène magnétocalorique », C.R.Acad.Sc. Vol.166,‎ 1918, p. 352-354
- Pierre Weiss & A. Carrard, « Calorimétrie des substances ferromagnétiques », Archives des sciences physiques et naturelles, Vol.43,‎ 1917, p. 22,113, 199
- Pierre Weiss, Edmond Bauer & Auguste Piccard, « Sur l'aimantation de l'oxygène, de l'oxyde azotique et la théorie du magnéton », C.R.Acad.Sc. Vol.167,‎ 1918, p. 484-487
- Pierre Weiss, « Sur le moment atomique de l'oxygène », Journal de Physique 6ème série Vol.4,‎ 1923, p. 153-157
- Pierre Weiss, « Les moments atomiques », Journal de Physique 6ème série Vol.5,‎ 1924, p. 129-152
- Pierre Weiss, « Aimantation et phénomène magnétocalorique du nickel », Annales de Physique 10ème série Vol.5,‎ 1926, p. 153-213
- Pierre Weiss et Gabriel Foëx, Le Magnétisme, Paris, Armand Colin, Section Physique N°71, 1926, 1931, 1951, 215 p.
- Pierre Weiss & Gabriel Foëx, « Sur les moments atomiques », C.R.Acad.Sc. Vol.187,‎ 1928, p. 744
- Pierre Weiss & Robert Forrer, « La saturation absolue des ferromagnétiques et les lois d'approche en fonction du champ et de la température », Annales de Physique 10ème série Vol.12,‎ 1929, p. 279-374
- Pierre Weiss, « La constante du champ moléculaire. Équation d'état magnétique et calorimétrique », Journal de Physique 7ème série Vol.1,‎ 1930, p. 163-175
- Pierre Weiss, Équation d'état des ferromagnétiques, Bruxelles, Actes du Congrès Solvay sur Atomes et électrons, 1923, p. 158-163
- Pierre Weiss, L'anomalie de volume des ferromagnétiques, Bruxelles, Actes du Congrès Solvay sur le Magnétisme, 1930, p. 281-323
- Pierre Weiss, Les phénomènes gyromagnétiques, Bruxelles, Actes du Congrès Solvay sur le Magnétisme, 1930, p. 347-379